# Ronald Mallett
Ronald L. Mallett, Ph.D. és un professor de física nord-americà a la Universitat de Connecticut.

## Biografia
Mallett va néixer a Roaring Spring, Pennsilvània, el 3 de març de 1945. Quan tenia 10 anys el pare va morir, als 33 anys, d'un atac de cor. Inspirat per una versió del llibre de còmics Classic Ilustrated de Herbert George Wells: La Màquina del Temps, Mallett va decidir viatjar en el temps per salvar el seu pare, cosa que es va convertir en el somni de la seva vida . En 1973 va rebre un Ph.D. De la Universitat Estatal de Pennsilvània. Aquell mateix any va rebre el Premi a l'Excel·lència a l'Ensenyament. A 1975 va sol·licitar un treball a la Universitat de Connecticut com a professor, on continua treballant fins al dia d'avui. Els seus estudis i investigacions inclouen relativitat general, gravetat quàntica i viatges pel temps.
A 1980 va ser promocionat a professor associat on és professor des de 1987. Ha rebut dos premis i moltes altres distincions.
En 2007 la història de la seva vida buscant una màquina del temps va ser contada en l'episodi #324 de This American Life.
És membre de la Societat Americana de Física i la Societat Nacional de Físics Negres.

## El Projecte de la Màquina del temps
Durant algun temps, Ronald Mallet ha estat treballant en els plànols per a una màquina del temps. Aquesta màquina utilitza un giroscopi làser d'anell i la teoria de la relativitat. Mallet va argumentar que l'anell làser podria produir una quantitat limitada d'arrossegament de marc que podria ser mesurada experimentalment, dient:
“En la teoria general de la relativitat de Einstein, matèria i energia poden crear un camp gravitacional. La meva investigació actual considera els camps gravitacionals forts i febles produïts per una simple i contínua circulació unidireccional d'un feix de llum. Al camp gravitacional feble d'un anell làser unidireccional, s'ha predit que una partícula neutral giratòria, quan és posada a l'anell, és arrossegada pel camp gravitacional resultant.”
En un escrit posterior, va argumentar que amb energia suficient, el làser circulant podria produir no només arrossegament de marc sinó corbes tancades de tipus temps permetent viatjar en el temps al passat:
Per al camp gravitacional fort d'un cilindre de llum circulant, he trobat noves solucions exactes a les equacions de camp d'Einstein per a camps gravitacionals interiors i exteriors del cilindre de llum. El camp gravitacional exterior mostra tenir línies tancades de temps.”
“La presència de línies de temps tancades indica la possibilitat de viatjar pel temps al passat. Això crea el fonament d'una màquina del temps basada en un cilindre de llum circulant.
Els progressos per donar suport al seu programa, ara conegut com a projecte STL per les seves inicials en anglès (The Space-time Twisting by Light) està progressant. Detalls complets del projecte, teories de Mallet, una llista de lectures i enllaços a articles populars sobre el seu treball poden ser trobades, en anglès, a physics.uconn.edu/~mallett/main/main.htm la pàgina del professor.
També va escriure un llibre titulat “Viatger del Temps: Una missió personal d'un científic per fer del viatge en el temps una realitat”, coescrita amb l'autor dels best-sellers del New York Times Bruce Henderson, que va ser publicat el 28 d'octubre de 2006.

### Objeccions
En una carta recent de Ken Olum i Allen Everett van afirmar haver trobat problemes amb les anàlisis de Mallet. Una de les seves objeccions és que l'espai-temps que Mallet va fer servir en les seves anàlisis conté una singularitat espaciotemporal fins i tot quan el làser es troba apagat, i no és l'espai-temps que es podria esperar que creixés.naturalment si el làser circulant s'encén a l'espai buit. Mallet no ha ofert una resposta pública a Olum i Everett, però en el seu llibre “Viajero del Tiempo” esmenta que va ser incapaç de modelar directament la fibra òptica o el cristall fotònic que doblega el recorregut de la llum com si viatgés a través d'aquest, així la llum circula al voltant en comptes de moure's en línia recta. Com a substitut va escollir incloure una “línia font” (un tipus de singularitat unidimensional) que podria actuar com un “control geomètric”, doblant l'espai-temps d'una manera que la llum podria circular al voltant d'un lloc al buit amb forma de Hèlix (geometria). Ell va notar que les corbes tancades de temps estan presents en un espai-temps que conté la línia font i la llum circulant, mentre que no estan presents en un espai- temps que conté només la línia font, així que “les corbes tancades en el temps han estat produïdes pel flux circulant de llum, i no per la immobilitat de la línia font."
No obstant això, no proveeix algun argument addicional com per què hauríem d'esperar a veure corbes tancades en el temps en un espai-temps diferent on no hi ha línia font, i on la llum és causada per la circulació a causa del pas a través d'una substància física com un vidre fotònic més que la circulació en el buit a causa de lespai-temps corbat al voltant de la línia font.
Una altra objecció d'Olum i Everett és que fins i tot si l'elecció de Mallet de l'espai-temps fos correcta, l'energia requerida per girar l'espai-temps suficientment podria ser molta, i que amb els làser que es fan servir avui dia l'anell podria ser molt més llarg que lunivers observable. En aquest punt Maller va estar d'acord que en el buit els requeriments d'energia podrien ser poc pràctics, però va notar que l'energia requerida baixa a mesura que la velocitat de la llum baixa, així que va argumentar que si la llum és desaccelerada significativament en passar-la a mitjançant un mitjà de transmissió (com en els experiments de Lene Hau on la llum va ser passada a través d'un superfluid i alentida fins a prop de 17 metres per segon) l'energia necessitada podria ser obtinguda. No obstant això, el físic John Richard Gott va argumentar que la desacceleració de la llum passant-la a través d'un mitjà de transmissió no pot ser presa com a equivalent al descens de la constant “c” (la velocitat de la llum al buit) en l'equació de la relativitat general, dient:
{{cita|"Un ha de distingir entre la velocitat de la llum a l'espai buit, que és constant, ia través d'un mitjà de transmissió, que pot ser menor. La llum viatja més lentament a través de l'aigua que de l'espai buit però això no vol dir que tu envelleixis més lentament mentre busseges o que sigui més fàcil girar l'espai-temps sota l'aigua.
Els experiments són lluny de baixar la velocitat de la llum a l'espai buit; simplement baixen la velocitat de la llum en un medi i no haurien de fer més fàcil girar lespai-temps. Si fos així, no hauria de prendre molta energia formar un forat negre o una màquina del temps amb una mida donada en un mitjà".
Posteriorment, Mallett va abandonar la idea de fer servir llum alentida per reduir l'energia, escrivint: “durant algun temps vaig considerar la possibilitat que desaccelerant la llum podria incrementar l'efecte gravitacional d'arrossegament de marc de l'anell de làser… La llum lenta, però, no va ser d'ajuda per a la meva investigació.”
Finalment, Olum i Everett van notar un teorema provat per Stephen Hawking en una carta de 1992 a la conjectura de protecció de la cronologia, que va demostrar que d'acord amb la relativitat general hauria de ser impossible crear corbes tancades de temps en una regió finita que satisfaci la condició d'energia, significant que la regió no conté material exòtic amb energia negativa. La solució original de Mallet incloïa un espai-temps que contenia línia de llarg infinit, així això no violava aquest teorema sobre l'absència de material exòtic, però Olum i Everett van apuntar que el teorema “podria, però, regir la creació de CTC` s en qualsevol aproximació de mida finita a aquest espai-temps”.